# Gilbert Asante

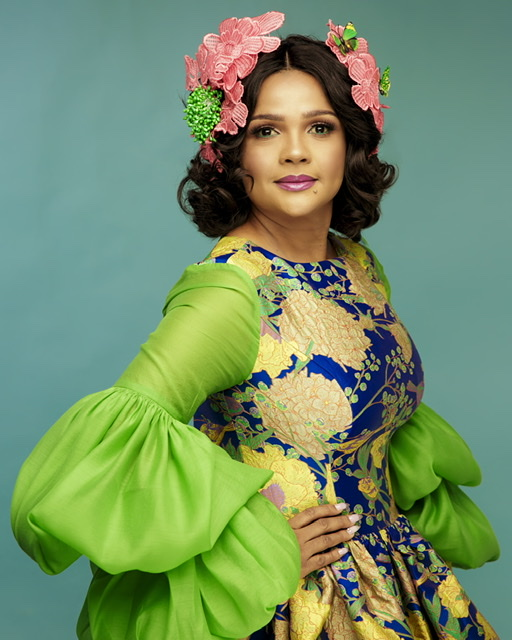
Modistka Velma Owusu-Bempah

Gilbert Asante (* 14. června 1987) je ghanský kreativní ředitel, fotograf a multidisciplinární umělec. Nejznámější je svými virální obrazy ghanských celebrit včetně osobností jako jsou například: Joselyn Dumas, legenda boxu Azumah Nelson, Lydia Forson a Big Brother Nigeria Housemate, Nengi.

## Životopis
Gilbert Asante se narodil 14. června 1987 a vyrůstal v Koforidua v Ghaně, studoval na střední škole St. Peter's Boys ve městě Nkwatia. Později získal titul v oboru telekomunikační inženýrství na Ghanské univerzitě komunikačních technologií.
Asanteho vášeň pro umění začala v jeho 19. letech na cestě do japonských uměleckých center. Po návratu do Ghany experimentoval s webovým a grafickým designem, až o šest let později přešel k módní a komerční fotografii.
V rozhovoru s Peace Hyde pro Forbes Asante uvedl, jak začal svou kariéru: "Fotografie nebyla tak velká věc, jako je nyní. Se svým týmem jsem navrhoval webovou stránku pro restauraci a jejich fotografie byly hrozné, takže i web s nimi bude velmi nevkusný. Právě to mě přimělo investovat do fotoaparátu."

## Kariéra
Gilbert je kreativní vedoucí a spolumajitel digitální produkční společnosti Laceup Media.
Dokumentoval různé náměty od bývalé první dámy Ghany a první prezidentské kandidátky, paní Nany Konadu Agyeman Rawlings pro její paměti pro celebrity včetně Omotola Jalade, DJ Cuppy, Lydie Forson, Big Brother Nigeria Housemate, Nengi Rebecca Hampson, Joselyn Dumas, Boris Kudjoe, Alexandrina Sandra Don-Arthur, historička Nana OforiAtta Ayim a Jackie Appiah a také modelky, se kterými spolupracoval.
Asante spolupracovala s řadou firemních a módních značek včetně Nestle, Vodafone Ghana, Guinness, Ernest Chemist, Martell, Meridian Port Services (MPS), Ophelia Crossland, a Velma Owusu-Bempah.
Objevil se také v mezinárodních a místních publikacích včetně Coveteur, Glitz Africa, Canoe Magazine, New African Woman, EMY Magazine, Shick Magazine, GQ a Glam Africa Magazine.

## Ocenění a uznání
Asante je držitelem ceny Glitz Style Awards Photographer of the year 2016 a 2018.
Culture Trip ho v roce 2017 zařadil mezi 10 ghanských fotografů, kteří jsou „vedoucí v nasměrování pohledu na moderní a mnohostranný africký národ“, spolu s prvním fotografem Ghany, Jamesem Barnorem.
V roce 2021 byl nominován v kategorii Creative and Support Arts na EMY Awards.
Byl vybrán do Editor's Choice webem pro sdílení fotografií, 500 px za jeho snímek Black Girl Magic. Jeho práce spolu s dalšími umělci byla prezentována ve studiu Eranda od The Photographer's Gallery ve Spojeném království. CNN Africa a F Show Stoppers představily jeho práci na svých digitálních platformách v rámci své série Artists on Instagram.